# Больківщина
Больківщина (біл. вёска Болькаўшчіна) — село в складі Мядельського району Мінської області, Білорусь. Село підпорядковане Свірській сільській раді, розташоване в північній частині області.